# Unoryca
Unoryca (biał. Унорыца) – wieś w rejonie rzeczyckim obwodu homelskiego Białorusi, w sielsowiecie Ozierszczyzna.
W XIX w. wieś na lewym brzegu Dniepru, w gminie Horwal (biał. Горваль) powiatu rzeczyckiego guberni mińskiej o 12 wiorst od Rzeczycy.